# سبرينغ غروف (إلينوي)
سبرينغ غروف (بالإنجليزية: Spring Grove)‏ هي منطقة سكنية تقع في الولايات المتحدة في إلينوي. يقدر عدد سكانها بـ 5,778 نسمة .

## الموقع الجغرافي
الموقع الجغرافي للمناطق المحيطة بهذه النقطة هو كالتالي:

## أعلام
- بوبي كلاوس
- بيلي كلاوس